# Jours de cendre
Pour plus de détails, voir Fiche technique et Distribution.
Jours de cendre est un film algérien sorti en 2013. Écrit et réalisé par Amar Sifodil, ce film met en vedette Youcef Sehairi, Lamia Boussekine et Samir El Hakim. Il participe au Festival international du film arabe d'Oran.

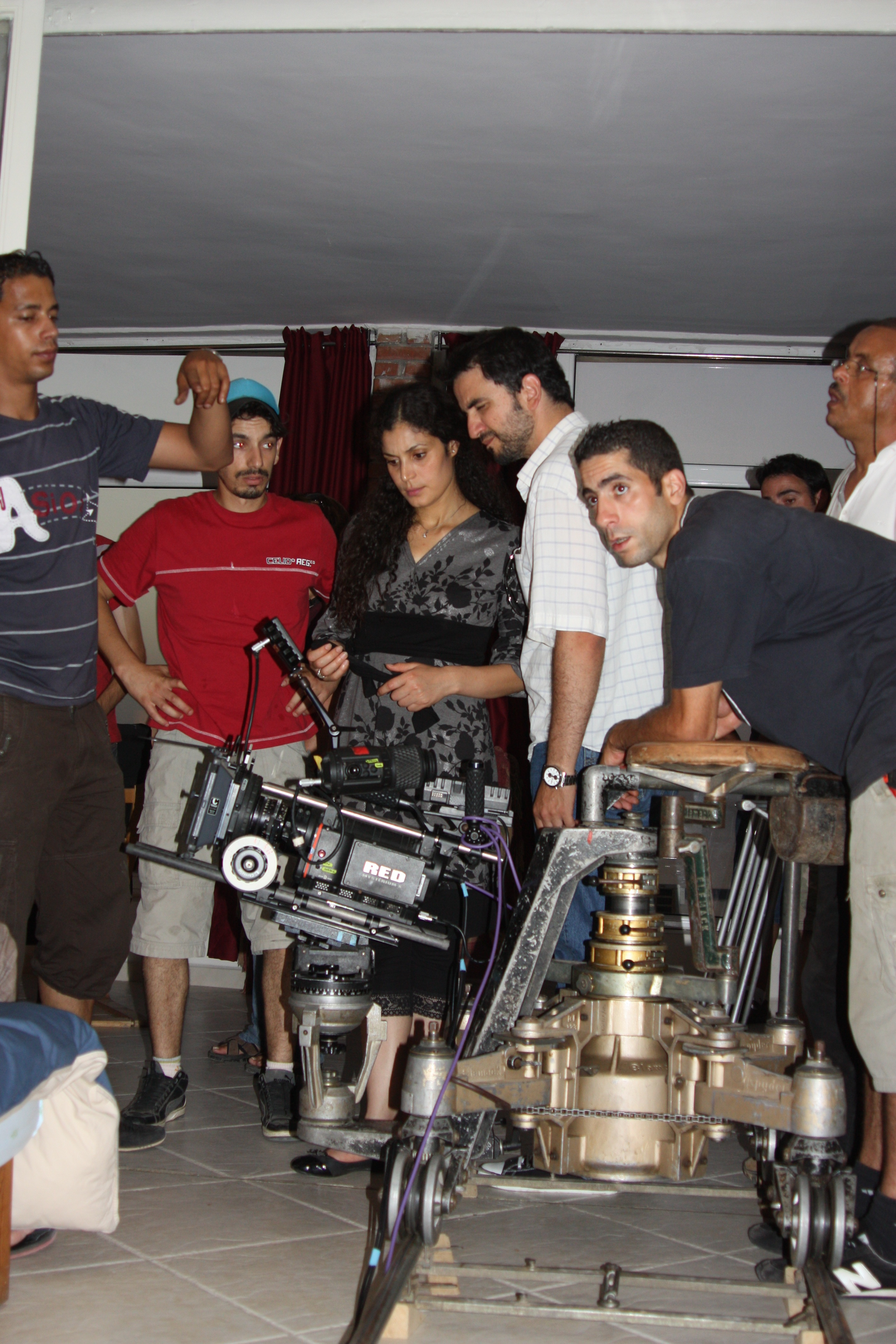
Photo de tournage Jours de cendre.

## Synopsis
C'est l'histoire de Fatima, une jeune femme d'une vingtaine d'années qui sombre dans la délinquance et la violence. Amir, séducteur et charmeur arrive à manipuler Fatima et ses deux amis Ali et Mouhand.

## Fiche technique
- Titre : Jours de cendre
- Réalisation et scénario : Amar Sifodil
- Assistant réalisateur : Nadjib Oulebsir
- Distribution : Centre algérien de développement du cinéma
- Production : Les Films de la source
- Producteur : Bachir Derrais
- Directeur de production : Hamid Bouhrour
- Photographie : Frederic Derrien
- Montage : Bachir Mikhazni
- Musique : Ilies Mahmoudi
- Son : Kamel Mekesser
- Mixage : Hervé Buirette
- Coloristes : Rémy De Vlieger et Sylvie Petit
- Pays d'origine :  Algérie
- Durée : 98 minutes
- Date de sortie : 2013

## Distribution
- Youcef Sehairi : Amir
- Lamia Boussekine : Fatima
- Samir El Hakim : Mouhand
- Farid Guettal : Ali
- Mohamed Djouhri : Hocine
- Abdelkrim Beriber : Nabil
- Anya Louanchi : Meriem
- Aziz Boukrouni : Le commissaire de police